# هاید (پنسیلوانیا)
هاید (به انگلیسی: Hyde) یک منطقهٔ مسکونی در ایالات متحده آمریکا است که در شهرستان کلیرفیلد، پنسیلوانیا واقع شده‌است. هاید ۱٬۳۹۹ نفر جمعیت دارد.